# تذييل الصفحة

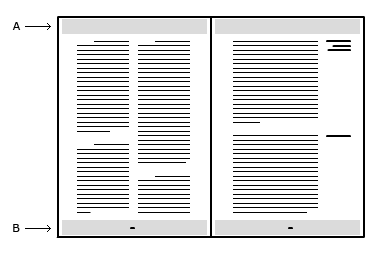

في طباعة الحروف ومعالجة الكلمات، يكون تذييل الصفحة (أو مجرد تذييل) للصفحة المطبوعة عبارة عن قسم يقع أسفل النص الرئيسي أو النص الأساسي. يستخدم عادة كمساحة لرقم الصفحة. كما احتوت في أوائل الكتب المطبوعة على الكلمات الأولى من الصفحة التالية؛ وفي هذه الحالة، فضلوا وضع رقم الصفحة في رأس الصفحة، في الهامش العلوي. بسبب عدم وجود معيار محدد، في العصر الحديث يكون الرأس والتذييل قابلين للتبديل في بعض الأحيان. في بعض الحالات، يتم إدراج عناصر من الرأس في التذييل، مثل عنوان الكتاب أو الفصل أو اسم المؤلف أو معلومات أخرى.
أحيانًا يكون التذييل هو المساحة المخصصة للملاحظات، والمعروفة باسم الحواشي السفلية (التعقيبة). تتميز هذه الحواشي السفلية عن الملاحظات الموضوعة في نهاية فصل أو كتاب. عادةً ما تكون مساحة التذييل ثابتة، وعند إضافة الحواشي السفلية تزداد المساحة أو تنقص بناءً على مقدار وطول الملاحظات.
في تطبيقات النشر المكتبي، يحدد التذييل المساحة الموجودة أسفل الصفحة المعروضة على جهاز كمبيوتر أو جهاز آخر. تقوم بعض البرامج تلقائيًا بإدراج معلومات معينة في التذييل، بما في ذلك رقم الصفحة وتاريخ ووقت إنشاء المستند أو تحريره، والبيانات التي يمكن إزالتها أو تغييرها. إذا رغب في ذلك، يمكن للمستخدم إضافة شعار أو اسم شركة أو اسم المؤلف أو العنوان أو معلومات مفيدة أخرى (الروابط وحقوق النشر والعناوين وأرقام الهواتف ، إلخ. ) أحيانًا يتم تكرار التذييل في جميع الصفحات في المستند، مع زيادة رقم الصفحة وفقًا لذلك. وبالمثل، يتم تطبيق هذا التكرار أحيانًا على الرأس. في HTML ، التذييل هو عنصر تقسيم، وإذا تم استخدامه غالبًا ما يستخدم لمعلومات حقوق النشر أو معلومات المؤلف. ويكون أحيانًا بأسلوب منفصل عن باقي صفحات الويب، ويتم تحقيقه باستخدام CSS.